# NGC 1759
NGC 1759 је елиптична галаксија у сазвежђу Длето која се налази на NGC листи објеката дубоког неба.
Деклинација објекта је - 38° 40' 25" а ректасцензија 5h 0m 49,0s. Привидна величина (магнитуда) објекта NGC 1759 износи 13,1 а фотографска магнитуда 14,1. NGC 1759 је још познат и под ознакама ESO 305-1, MCG -6-12-2, AM 0459-384, PGC 16547.